# Kenneth Nichols
Majoor generaal Kenneth David Nichols (13 november 1907 – 21 februari 2000), ook gekend als Nick, was officier in het Amerikaans leger en ingenieur die werkte aan het Manhattanproject. Een uiterst geheim project in de race naar de ontwikkeling van de eerste atoombom. Hij werkte als Deputy District Engineer voor James C. Marshall en van 13 augustus 1943 als de district engineer van het Manhattan Engineer District. Nichols leidde zowel de uranium-productiefaciliteit van de Clinton Engineer Works te Oak Ridge als de plutonium productiefaciliteit van de Hanford Engineer Works in de staat Washington.
Nichols bleef bij het Manhattanproject tot na de overname door de Atomic Energy Commission in 1947. Hij was de militaire verbindingsofficier met de Atomic Energy Commission van 1946 tot 1947. Na een korte periode als leraar aan de United States Military Academy van West Point, werd hij gepromoveerd tot majoor generaal en werd hij leider van het Armed Forces Special Weapons Project, verantwoordelijk voor de militaire aspecten van atoomwapens. Hij was assistent directeur van de atoomenergiezaken, plannen en operaties afdeling van de generale staf van het leger. Hij was ook senior lid van het militair verbindingscomité dat samenwerkte met de Atomic Energy Commission.